# Bonincontro Morigia
Bonincontro Morigia (Monza, XIV secolo – Monza, XV secolo) è stato un nobile, politico, storico e condottiero italiano.

## Biografia
Membro di un'importante famiglia ghibellina di Monza (i Moriggia), Bonincontro prese parte attiva alle lotte politiche della sua epoca, schierandosi con il partito dei Visconti, duchi di Milano. Fu anche membro del Consiglio dei Dodici che amministrava la città, e in un'occasione ambasciatore a Venezia.

## Opere
Le opere principali di Bonincontro Morigia sono il Chronicon Modoetiense, nel quale espone la storia di Monza dalle origini alla sua epoca, e una cronaca di Milano dal 1300 al 1349.
Il Morigia è il primo autore conosciuto a riportare la leggenda secondo cui il nome latino di Monza (Modoetia) deriverebbe da una visione avuta in sogno dalla regina Teodolinda: una colomba (simbolo dello Spirito Santo) l'avrebbe invitata a porre in quel luogo la sua capitale, recando in bocca un cartiglio con la scritta Modo ("qui"), ed ella avrebbe risposto Etiam ("sì"). Alla cronaca del Morigia si ispirano parte degli affreschi dipinti nel Duomo di Monza dagli Zavattari.
Inoltre egli fu il primo biografo di san Gerardo dei Tintori, patrono di Monza insieme a san Giovanni Battista. Lo scritto su san Gerardo si trova nel Chronicon Modoetiense: esso elenca anche numerosi miracoli che il santo avrebbe operato. Di uno di questi il Morigia si dice testimone oculare.